# 洛斯奥尔莫斯
洛斯奥尔莫斯，是西班牙阿拉贡自治区特鲁埃尔省的一个市镇。总面积44平方公里，总人口122人（2018年），人口密度3人/平方公里。